# 1239년

## 연호
- 남송(南宋) 가희(嘉熙) 3년
- 일본(日本) 랴쿠닌(暦仁) 2년 / 엔오(延応) 원년
- 쩐 왕조(陳朝) 티엔응찐빈(天應政平) 8년

## 기년
- 남송(南宋) 이종(理宗) 15년
- 고려(高麗) 고종(高宗) 26년
- 몽골 오고타이 칸 11년
- 쩐 왕조(陳朝) 태종(太宗) 15년

## 사건
- 몽고군 일시 철수, 사신을 보내어 고려 왕(고종)의 친조를 독촉

## 탄생
- 6월 17일 - 에드워드 1세, 잉글랜드 국왕.
- 아라곤 연합왕국의 국왕 페로 3세.
- 태국 수코타이 왕조의 람캄행 대왕.

## 사망
- 고려(高麗)의 왕후(王后) 원덕왕후(元德王后)